# Kleinweichs

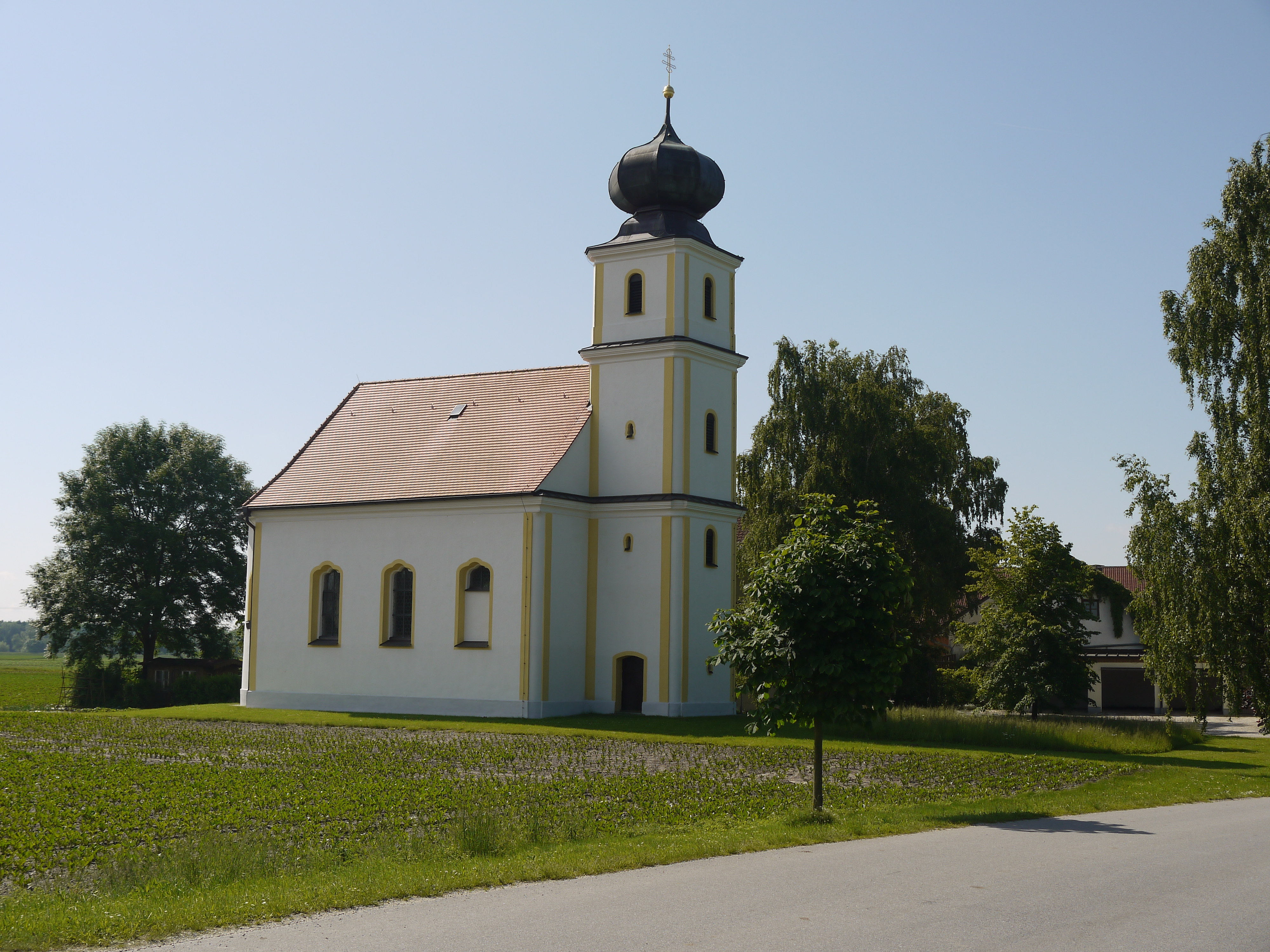
Die Filialkirche St. Ulrich

Kleinweichs ist ein Gemeindeteil der Gemeinde Otzing im niederbayerischen Landkreis Deggendorf.

## Lage
Das Kirchdorf Kleinweichs liegt im Gäuboden etwa zwei Kilometer östlich von Otzing am Reißinger Bach.

## Geschichte
Wie an mehreren anderen Orten im Gemeindegebiet von Otzing liegen auch bei Kleinweichs bajuwarische Reihengräberfelder. Im zweiten Herzogsurbar vor 1300 ist Weihs bereits erwähnt. Im Konskriptionsjahr 1752 war Kleinweichs ein Dorf mit zwölf Anwesen, das dem Amt Otzing des Gerichtes Natternberg unterstellt war.
Bei der Bildung der Steuerdistrikte 1808/1811 kam Kleinweichs zum Steuerdistrikt Otzing und bei der Bildung der Gemeinden 1818/1821 zur Ruralgemeinde Otzing. 1987 hatte es 69 Einwohner.

## Baudenkmäler
- Filialkirche St. Ulrich. Baubeginn war um 1680. Im Jahre 1760 wurde die mit Rokokoelementen geschmückte Kirche geweiht. Die Kirche wurde 2018 restauriert.